# Böhmmühle
Böhmmühle ist ein Gemeindeteil des Marktes Thiersheim im Landkreis Wunsiedel im Fichtelgebirge (Oberfranken, Bayern).

## Lage
Die Einöde Böhmmühle  schließt sich südlich an den Hauptort Thiersheim an und liegt an der Straße nach Bergnersreuth. Der Mühlenweg des Fichtelgebirgsvereins nutzt landwirtschaftliche Wege weiter zur Mittelmühle. Die Böhmmühle war eine Mahl- und Schneidmühle.

## Geschichte
Die Mühle wurde 1499 im Landbuch der Sechsämter mit Erhard Pecher erstmals erwähnt, dieser war der Burg Thierstein abgabenpflichtig. Wegen Wassermangel stand die Mühle 1776 still. Dies wiederholte sich saisonbedingt in späterer Zeit, so dass um 1940 neben dem oberschlächtigen Wasserrad ein Elektromotor eingebaut wurde. Im Jahr 1958 stellte sie den Betrieb ein.